# Murowaniec (województwo łódzkie)
Murowaniec – wieś w Polsce położona w województwie łódzkim, w powiecie piotrkowskim, w gminie Sulejów, nad Pilicą.
W latach 1975–1998 miejscowość administracyjnie należała do województwa piotrkowskiego.